# Neutronbomba
A neutronbomba a nukleáris fegyverek olyan fajtája, amikor a cél nem a lehető legnagyobb mechanikai pusztítás, hanem a lehető legnagyobb neutronsugárzás, ami elsősorban az élő szervezetekre van káros hatással.
A neutronbomba felépítése elsősorban abban tér el a hagyományos nukleáris fegyverekétől, hogy a keletkező neutronokat nem tartják bent a  bomba belsejében, hanem éppen ezt használják fel az ellenséges haderőkkel szemben.  Amíg egy atombomba esetén a felszabaduló energia 15%-a szabadul fel neutron- és röntgensugárzás formájában, addig egy neutronbomba esetében ez az érték elérheti az 50%-ot.
Ha a fegyverben például kaliforniumot használnak, a kis tömegű hasadóanyag (néhány gramm) miatt a kiszóródás is minimális. Így a robbanás után a helyszín viszonylag gyorsan megközelíthető.
A korszerű harckocsikban neutronsugárzás elleni védelem van beépítve.

## Története
A neutronbomba koncepcióját Samuel Cohen dolgozta ki Lawrence Livermore National Laboratóriumban, 1958-ban. A próbarobbantás 1963-ban a nevadai földalatti robbantási telepen történt.
A fegyver fejlesztését Jimmy Carter részben felfüggesztette 1978-ban, majd Ronald Reagan felújította a programot.
1980-ban Franciaország sikeres próbarobbantást hajtott végre a Mururoa korallzátonyon.

## Tervek a használatára
A neutronbombát alapvetően a szovjet haderők esetleges nyugat-európai inváziójának megállítására tervezték. Az lett volna a feladata, hogy úgy állítsa meg az inváziót, hogy közben Nyugat-Európát ne kelljen teljesen lerombolni. Tervezték interkontinentális ballisztikus rakéták elleni használatát is.